# 松浦定 (相神浦松浦氏14代目)
松浦 定（まつら さだむ）は、室町時代から戦国時代にかけての武将。肥前国大智庵城主。
父・松浦盛が没すると松浦氏嫡流・相神浦松浦氏の家督を継いだ。 延徳2年(1490年)、瀬戸越に教法寺を建立し、新たに大智庵城を築いて、武辺城より居城を移す。同3年（1491年）、有馬貴純の誘いを受け、貴純や大村純伊、佐志氏らと共に、平戸松浦氏を継いだ松浦弘定の拠る箕坪城を攻撃した（箕坪合戦）。同4年/明応元年（1492年）、死去。
箕坪合戦で敗れた弘定は平戸から逃れ大内義興へ支援を求めた。義興の仲介で弘定は旧領を回復することができたが、相神浦松浦氏に対して深い恨みを抱き、後年、弘定は定の嫡男・政を滅ぼしている。